# Trombomodulina

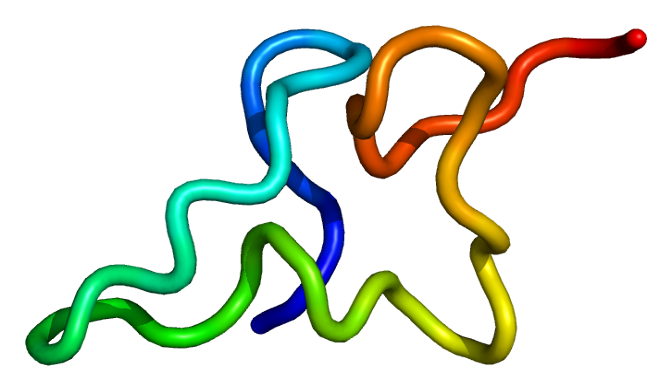
Trombomodulina.

A trombomodulina (TM) ou CD141 ou BDCA-3 é uma proteína integral de membrana que é expressa na superficie das células endoteliais e funciona como cofactor para a trombina. Ela reduz a coagulação do sangue ao converter a enzima pró-coagulante trombina em uma forma anticoagulante. A trombomodulina também é expressada nas células humanas mesoteliais, monócitos e em um subconjunto de células dendríticas.

## Caracterização
Nos humanos a trombomodulina é codificada pelo gene THBD, no cromossoma 20. A proteína tem massa molecular de 74kDa, e é composta por5 domínios distintos. Os pontos de contatos fundamentais da união da trombomodulina com a trombina osão interações hidrofóbicas entre as cadeas laterais dos resíduos Ile 414 e Ile 424 da trombomodulina e um bolso hidrofóbico na superficie da trombina.

## Função
A trombomodulina é uma glicoproteína da superficie das células endoteliais que funciona como um cofator na ativação induzida por trombina da proteína C na via anticoagulante, formando um complexo de estequiometria 1:1 com a trombina. Isto multiplica a velocidade de activação da proteína C por mil. A proteína C ativada cliva os fatores Va e VIIIa, diminuindo a produção de trombina (resultado da ação desses fatores). Por tanto, o sistema trombina/trombomodulina/proteína C é um sistema de retroalimentação negativa da produção de trombina.
A trombina unida à trombomodulina também tem efeito inibitório sobre a fibrinólise, ativando, por clivagem, o inibidor da fibrinólise ativado por trombina (ou TAFI, também chamado carboxipeptidase B2) .
Além de ligar-se à trombina, a trombomodulina regula a inativação de C3b (do sistema do complemento) pelo fator I. Mutações no gene da trombomodulina (THBD) também foram associados à síndrome urêmica hemolítica atípica.
Descubriu-se que o antígeno descrito inicialmente como BDCA-3 em células dendríticas é quimicamente idêntico à trombomodulina. Sendo assim, há evidência dessa proteína aparecendo em um subconjunto raro  (0,02%) de células dendríticas humanas chamadas MDC2. A función que exerce nessas células não é conhecida.